# Viitarainen
Viitarainen är en ö i Finland. Den ligger i sjön Lummenne och i kommunen Kuhmois i landskapet Mellersta Finland, i den södra delen av landet, 150 km norr om huvudstaden Helsingfors. Öns area är 7,2 hektar och dess största längd är 450 meter i nord-sydlig riktning.